# 卢树民
卢树民（1950年2月—），陕西西安人，中华人民共和国政治人物、外交官。

## 生平
1966年，毕业于西安外国语学校英语系。1972年起，先后入读西安外国语学院英语系、卡尔顿大学和多伦多大学。1976年，进入中华人民共和国外交部工作，先后在外交部美洲大洋洲司、驻加拿大大使馆、北京外交人员服务局、驻澳大利亚大使馆、外交部北美大洋洲司任职，后任外交部北美大洋洲司参赞。1993年，任外交部北美大洋洲司副司长。1994年，任驻美国大使馆参赞，后加公使衔。1998年，担任外交部北美大洋洲司司长。2002年5月，出任中华人民共和国驻印度尼西亚特命全权大使。2005年3月，出任中华人民共和国驻加拿大特命全权大使。2008年5月，出任外交部驻澳门特别行政区特派员公署特派员。2011年8月，出任中国人民外交学会常务副会长兼党组书记。

## 家庭
已婚，有一女。